# Takahagi Jódzsiró
Takahagi Jódzsiró (Fukusima, 1986. augusztus 12. –) japán válogatott labdarúgó.

## Nemzeti válogatott
A japán válogatottban 2 mérkőzést játszott.

## Statisztika
| Japán válogatott | Japán válogatott | Japán válogatott |
| Időszak          | Mérk.            | gól              |
| ---------------- | ---------------- | ---------------- |
| 2013             | 2                | 0                |
| Összesen         | 2                | 0                |